# Няша Мушекві
Няша Мушекві (англ. Nyasha Mushekwi, нар. 21 січня 1990, Хараре) — зімбабвійський футболіст, нападник клубу «Далянь Їфан».
Виступав, зокрема, за клуби «КАПС Юнайтед» та «Мамелоді Сандаунз», а також національну збірну Зімбабве.

## Клубна кар'єра

### В Африці
Народився 21 січня 1990 року в місті Хараре. Вихованець футбольної школи клубу «КАПС Юнайтед». Дорослу футбольну кар'єру розпочав 2009 року в основній команді того ж клубу, в якій провів два сезони, взявши участь у 68 матчах чемпіонату. Більшість часу, проведеного у складі «КАПС Юнайтед», був основним гравцем атакувальної ланки команди.
В 2010 році переїздить до південноафриканського клубу «Мамелоді Сандаунз», в якому одразу ж став ключовим гравцем команди й за підсумками сезону став другим найкращим бомбардиром Прем'єр-Соккер-ліги 2010/11. 4 березня 2012 року відзначився 6-ма забитими м'ячами у кубковій грі проти ФК «Пауерлайнс», в якому його команда здобула перемогу з розгромним рахунком 24:0. У квітні 2013 року, так як його контракт добігав кінця, «Мамелоді Сандаунз» продовжив з ним контракт ще на один, з опцією продовження ще на один рік. Відіграв за команду з передмістя Преторії два сезони своєї ігрової кар'єри. У складі «Мамелоді Сандаунз» був одним з головних бомбардирів команди, маючи середню результативність на рівні 0,35 голу за гру першості.

### В Європі
У сезоні 2013/14 років Мушекві був відправлений в оренду до бельгійського клубу «Остенде». 25 серпня він зіграв свою перший матч у Лізі Жупіле проти «Зюлте-Варегем», де він відзначився ще й дебютним голом у своєму новому клубі, й, таким чином, приніс для нього нічию (1-1). 15 лютого 2014 року він отримав травму в матчі проти «Мехелена», через яку він вибув з тренувального процесу аж до листопада того ж року й більше не грав у складі бельгійського клубу. Після одужання від травми він повернутися до «Мамелоді Сандаунз», але так як його клуб вже використав весь свій ліміт на легіонерів, Няша не зміг виступати в команді. Також взимку ним цікавився інший бельгійський клуб «Серкль» (Брюгге), який хотів його підписати на зимову частину чемпіонату.
У спробі працевлаштуватися в 2015 році Мушекві вів переговори з данським «Хобро», який був зацікавлений у його придбанні, але замість цього він домовився про 6-місячну оренду зі шведським клубом «Юргорден». 5 квітня 2015 року зіграв свій перший матч в «Аллсвенскані» проти «Ельфсборг». Протягом сезону 2015 року він відзначився 12-ма голами в 21-му матчі.

### Вояж до Китаю
22 грудня 2015 року був проданий до складу представника киталйської Ліги 1 клубу «Далянь Їфан». 12 березня 2016 року зіграв свій перший матч в складі китайського клубу проти «Харбін Ітен», в якому відзначився 2-ма голами й приніс перемогу своєму клубу з рахунком 2:0. 21 серпня відзначився хет-триком у воротах «Шанхай Шеньхуа», завдяки чому допоміг своєму клубу здобути перемогу з рахунком ;:3. З моменту своєї появив далянській команді провів 30 матчів в національному чемпіонаті.

## Виступи за збірну
Наразі провів у формі головної команди країни 13 матчів, відзначився 3 голами.
В 2009 році отримав виклик від тодішнього головного тренера національної збірної Зімбабве Сандея ЧіЧідзамбви. 17 жовтня 2009 року дебютував у складі збірної на Кубку КОСАФИ 2009 проти Маврикія. Матч завершився перемогою зімбабвійців з рахунком 3:0. У фіналі Кубку КОСАФИ відзначився двічі в воротах Замбії. Зустріч завершилася з рахунком 3:1 на користь зімбабвійців.
У складі збірної був учасником Кубка африканських націй 2017 року у Габоні.

## Особисте життя
Мушекві навчався в Чарчіль Скул, в Хараре, де він в основному займався басектболом. Був визнаний Баскетбольною асоціацією Машоналенду найкращим гравцем ліги й представляв збірну Зімбабве U-19 та головну команду в цьому виді спорту.

## Статистика виступів
Станом на 22 жовтня 2016 року
| Виступи в клубі   | Виступи в клубі   | Виступи в клубі              | Ліга  | Ліга | Кубок          | Кубок          | Континентальний | Континентальний | Загалом | Загалом |
| Сезон             | Клуб              | Ліга                         | Матчі | Голи | Матчі          | Голи           | Матчі           | Голи            | Матчі   | Голи    |
| Зімбабве          | Зімбабве          | Зімбабве                     | Ліга  | Ліга | Кубок Зімбабве | Кубок Зімбабве | КАФ             | КАФ             | Загалом | Загалом |
| ----------------- | ----------------- | ---------------------------- | ----- | ---- | -------------- | -------------- | --------------- | --------------- | ------- | ------- |
| 2007              | КАПС Юнайтед      | Прем'єр-соккер-ліга Зімбабве | 16    | 2    | —              | —              | —               | —               | 16      | 2       |
| 2008              | КАПС Юнайтед      | Прем'єр-соккер-ліга Зімбабве | 18    | 7    | —              | —              | —               | —               | 18      | 7       |
| 2009              | КАПС Юнайтед      | Прем'єр-соккер-ліга Зімбабве | 21    | 8    | —              | —              | —               | —               | 21      | 8       |
| 2010              | КАПС Юнайтед      | Прем'єр-соккер-ліга Зімбабве | 13    | 5    | —              | —              | —               | —               | 13      | 5       |
| ПАР               | ПАР               | ПАР                          | Ліга  | Ліга | MTN 8          | MTN 8          | КАФ             | КАФ             | Загалом | Загалом |
| 2010/11           | Мамелоді Сандаунз | Прем'єр-ліга (ПАР)           | 27    | 14   | 2              | 1              | —               | —               | 29      | 15      |
| 2011/12           | Мамелоді Сандаунз | Прем'єр-ліга (ПАР)           | 28    | 9    | 3              | 0              | —               | —               | 31      | 9       |
| 2012/13           | Мамелоді Сандаунз | Прем'єр-ліга (ПАР)           | 24    | 5    | 2              | 1              | —               | —               | 26      | 6       |
| Бельгія           | Бельгія           | Бельгія                      | Ліга  | Ліга | Кубок Бельгії  | Кубок Бельгії  | УЄФА            | УЄФА            | Загалом | Загалом |
| 2013/14           | Остенде (оренда)  | Ліга Жупіле                  | 20    | 2    | 5              | 1              | —               | —               | 25      | 3       |
| Швеція            | Швеція            | Швеція                       | Ліга  | Ліга | Кубок Швеції   | Кубок Швеції   | УЄФА            | УЄФА            | Загалом | Загалом |
| 2015              | Юргорден (оренда) | Аллсвенскан                  | 21    | 12   | 0              | 0              | —               | —               | 21      | 12      |
| Китай             | Китай             | Китай                        | Ліга  | Ліга | Кубок ФА       | Кубок ФА       | АФК             | АФК             | Загалом | Загалом |
| 2016              | Далянь Іфан       | Китайська Ліга 1             | 30    | 20   | 0              | 0              | —               | —               | 30      | 20      |
| Усього за кар'єру | Усього за кар'єру | Усього за кар'єру            | 187   | 62   | 12             | 3              | —               | —               | 199     | 65      |

### Мжнародні голи
Станом на 17 листопада 2016 року. Голи та результат збірної Зімбабве в таблиці знаходяться з початку.
| Голи | Дата              | Місце                                             | Суперник | Рахунок | Результат | Змагання    |
| ---- | ----------------- | ------------------------------------------------- | -------- | ------- | --------- | ----------- |
| 1    | 13 листопада 2016 | Національний спортивний стадіон, Хараре, Зімбабве | Танзанія | 3–0     | 3–0       | Товариський |